# 铌包头矿
铌包头矿（niobobaotite）是一种硅酸盐矿物，其化学成分为Ba4（Nb,Ti,Fe）8O16[Si4O12]Cl。发现于内蒙古包头市的白云鄂博矿床。该矿富含元素铌，颜色呈棕色至黑色，形状为柱状或板状，颗粒大小约为20~80微米。
它由中核地质科技有限公司（核工业北京地质研究院）的研究员发现，并于2023年10月3日被国际矿物学协会批准。